# بولیوار (منابی)
بولیوار در شمالی‌ترین قسمت استان مانابی، اکوادور واقع شده است. این کانتون با کانتون پیچینچا از شرق کانتون پورتوویکو از جنوب هم‌مرز است.